# Anne Pépin
Anne Pépin, född på Gorée 1747, död där i december 1837, var en fransk-afrikansk signara och affärsidkare.  Hon tillhörde de mest berömda afrofranska så kallade signarorna (signara = från det portugisiska senhora) på ön Gorée utanför Franska Senegal, och känd för sitt förhållande med dess guvernör Stanislas de Boufflers. Hon var en ledande figur i signarakulturen på Gorée och betraktas som en av dess främsta historiska representanter.

## Biografi
Anne Pepin var dotter till den franske kirurgen Jean Pépin från Franska ostindiska kompaniet och signaran Catherine Baudet och syster till Nicolas Pepin (ca 1744-1815), som skötte en betydande affärsrörelse. Hon tillhörde den afrofranska befolkningen på Gorée, en privilegierad kategori i den franska besittningen bestående av avkomlingar till franska fäder och afrikanska mödrar, som fått egendom på ön av sina franska fäder och de franska myndigheterna och som spelade en viktig roll för affärsverksamheten i regionen. Hennes bror lät år 1774 uppföra det hus som senare blev öns slavmuseum, Maison des Esclaves, ett stenhus med lagerlokaler i källaren som förvarade slavar för skeppning i den transatlantiska slavhandeln. 
Hon välkomnade år 1786 Stanislas de Boufflers till kolonin och inledde en uppmärksammad kärleksaffär med denne. Under hans tid som guvernör (1786-87) stod hon värd för en rad festligheter och festivaler som blev en del av den lokala legendfloran, och han bodde möjligen också i hennes hus. I likhet med sina syskon och kusiner smugglade hon Gummi arabicum med de franska myndigheternas goda minne.  Pepin ägnade sig åt fastighetsaffärer och ägde ett flertal hus på ön. Då dessa hus, i likhet med de flesta av Gorées signarahus av samma slag, var utrustade med lagerlokaler för varor och slavar i källaren, är det antagligt att hennes affärer till stor del även bestod av slavhandel, något den afrofranska eliten på Gorée levde gott på. Gorées och signarornas historia är dock diffus och dåligt utforskad. 1817 gjorde hon en affär med de franska myndigheterna, som hon hyrde ut byggnader åt, och i gengäld tillerkändes ytterligare mark på villkor att hon bebyggde det, något som var vanligt. Hon lät uppföra ett hus i blandad provensalsk-italiensk stil på ön som kom att bli berömt. 
Anne Pépin ska inte sammanblandas med sin brorsdotter Anna Colas Pépin, som år 1846 hade en liknande kärleksaffär med François av Orléans, prins av Joinville under hans besök i Senegal. Anna Colas Pépin blev i sin tur mor till Mary de Saint-Jean (1815-1853), gift med Barthélémy Durand Valantin (1806-1864), som 1848 Senegals första valda representant till det franska parlamentet, och stod modell för en berömd tavla av Edward Augustus Nousveaux.